# Tapa (canção)
"Tapa" é uma canção da cantora brasileira Lexa, gravada para seu sétimo extended play (EP) Essa Fada. Conta com participação do cantor e drag queen Grag Queen. A canção foi lançada para download digital e streaming através da Som Livre como o único single de Essa Fada em 14 de dezembro de 2023.

## Lançamento e promoção
A divulgação do single começou com publicações de Lexa nas redes sociais anunciando seu próximo single com participação do cantor e drag queen Grag Queen. Intitulado Tapa, Lexa divulgou alguns vídeos com trechos da nova faixa através de seu Instagram. A produção ficou por conta de Douglas Moda, Caio Paiva e Lucas Vaz. "Tapa" foi lançada para download digital e streaming em 14 de dezembro de 2023.

## Faixas e formatos
| Download digital / streaming |        |         |  |
| N.º                          | Título | Duração |  |
| 1.                           | "Tapa" | 1:49    |  |

## Histórico de lançamento
| Região | Data                   | Formato(s)                 | Gravadora(s) | Ref.  |
| ------ | ---------------------- | -------------------------- | ------------ | ----- |
| Várias | 14 de dezembro de 2023 | Download digital streaming | Som Livre    | [ 7 ] |